# 内藤大希
内藤 大希（ないとう たいき、1988年2月18日 - ）は、日本の俳優。所属事務所は株式会社SUI。神奈川県横須賀市出身。血液型O型。身長165.5cm、体重53kg。

## 人物
- 趣味・特技はダンスと歌[1]。
- アルゴミュージカル出身で1999年11歳のときに初舞台[2][3]。親の勧めでこの世界に入った[3]。当時の先輩に山崎育三郎がいる[3]。
- 推薦入学した大学では友人とクラブで遊び回るのが楽しく単位不足で留年が決まりかけたこともあり中退。19歳から演劇を再開したと語っている[3]。
- 2013年5月よりニコニコチャンネル「内藤大希の秘密の会議室」が開設される[4]。自称「友達が少ない」彼が、これを機に友達をつくろう！というコンセプトで始まったが、最近は番宣番組になりつつある。
- 幼少期は歌って踊れる農家になりたかったり、ニコ生内では爆弾発言があったり天然だったりするのだが、舞台にあがるとまるで別人となる[要出典]。
- チョコレートが大好きで、過去にロッテ「霧の浮舟」200枚を大人買いしたことがある。また「霧の浮舟」に関しては、製造中止になった際にメーカーへ販売再開を希望する電話をしたこともあるとかつて雑誌のインタビューで語っている[要出典]。
- ｢ほたて｣という名前のポメラニアンを飼っている[5]。
- 2024年1月6日に自身のＸ（旧ツイッター）を更新し、一般女性との結婚を発表した[6]。

## 出演

### 舞台
- アルゴミュージカル「フラワー メズーラの秘密」（1999年7月 - 8月、アートスフィア 他） - バンニ 役
  - アルゴミュージカル「あんず〜心の扉をあけて〜」（2000年7月 - 9月、アートスフィア 他） - 翔太（8歳） / わたる 役
  - アルゴミュージカル「スタート!」（2001年7月 - 9月、アートスフィア/世田谷パブリックシアター 他） - かずき 役
  - アルゴミュージカル「スタート!」（2002年2月1日 - 3日、東京芸術劇場） - かずき 役
  - アルゴミュージカル「ユー・ガット・ア・フレンド」（2004年7月）
- コスモ石油音楽劇「不思議の種」（2002年3月）
- 「ボーイズレビュー2006 HOLD ON」（2006年6月20日 - 25日、東京芸術劇場中ホール） - ジョーイ 役
- 「君に捧げる歌 〜A Song for you〜」（2006年12月8日 - 25日） - 杉浦和馬 役
  - 「君に捧げる歌 〜A song for you〜」（2007年12月15日 - 25日、東京芸術劇場小ホール1） - 杉浦順平 役
  - 「君に捧げる歌 〜A song for you〜」（2008年12月16日 - 18日、こどもの城　青山劇場） - 杉浦順平 役
- 「少年陰陽師＜歌絵巻＞―この少年、晴明の後継につき―」（2007年10月4日 - 8日、サンシャイン劇場） - 東山竹人 役
- ミュージカル・テニスの王子様 The Imperial Presence 氷帝feat.比嘉（2008年） - 芥川慈郎 役
  - ミュージカル・テニスの王子様 The Treasure Match 四天宝寺 feat. 氷帝（2009年2月6日・7日、福岡市民会館 大ホール / 3月29日、日本青年館 大ホール） - 芥川慈郎 役 ※日替わり出演
  - ミュージカル・テニスの王子様 コンサート Dream Live 6th（2009年5月2日・3日、東京体育館 / 5月9日・10日、神戸ワールド記念ホール） - 芥川慈郎 役
- ミュージカル「冒険者たち」（2009年3月5日 - 15日、シアターサンモール） - 主演 ガンバ 役
  - ミュージカル「冒険者たち」再演（2010年6月10日 - 20日、サンシャイン劇場 / 名古屋テレピアホール） - 主演 ガンバ 役
- 〜三世代に贈る 未来へのメッセージ〜「ありがとう！グラスホッパー」[7]（2009年10月10日・11日、サンシャイン劇場 / 2010年1月7日・8日、名古屋市青少年文化センターアートピアホール / 3月14日、松山市民会館中ホール） - ロギー 役
- *pnish*vol.11「マハラジャモード」（2009年10月24日 - 11月8日、神戸 / 東京 / 名古屋） - アンサンブル
- One on One 20th note「コエラカントゥス〜深海　眠る君の声〜」（2010年2月3日 - 7日、シアターサンモール） - 主役 カイリ 役 / キール 役
  - One on One ライブ「G♭」（2010年7月17日 - 19日、遊空間がざびぃ）
  - One on One 21st note「Genius Writer〜本物と偽者・シェイクスピア〜」（2010年8月18日 - 22日、中野ザ・ポケット） - 主演 山田光彦 役
  - One on One ライブ「Love Life Live」（2010年11月10日 - 13日、SONANTA）
  - One on One 22nd note「Room-閉ざされた扉-」（2011年4月6日 - 10日、赤坂RED/THEATER） - 男 役
  - One on One 23rd note「しあわせの詩」（2012年10月26日 - 11月4日、萬劇場）- 主演 健役・桔平 役（W主演役替わり）
  - One on One 25th note 「しあわせの詩」（2013年10月9日 - 14日、赤坂RED THEATER） - 桔平 役
  - One on One 26th note コードシリーズ「BIRDMAN〜空の果てにあるもの・ライト兄弟〜」（2015年12月17日 - 23日、シアターグリーン　BIG TREE THEATER） - オーヴィル・ライト 役
  - One on One 36th note「呼吸する島」（2025年6月19日 - 29日、赤坂RED/THEATER） - 吟遊詩人 役[8][9]
- 舞台「新耳袋」（2010年4月2日 - 6日、シアターグリーンBIG TREE THEATER） - 大学生役
- 流山児★事務所 presents ミュージカル「愛と嘘っぱち」（2010年10月30日 - 11月3日、座・高円寺2 / 11月6日・7日、長久手町文化の家 風のホール） - 少年 役
- ミュージカル「わが町」（2011年1月13日 - 29日、新国立劇場・中劇場） - サム・クレイグ 役
- ミュージカル「オオカミ王 ロボ」（2011年3月26日 - 4月3日、全労済ホールスペース・ゼロ） - レッドラフ 役
  - ミュージカル「新オオカミ王 ロボ 〜シートン動物記より〜」（2013年3月29日 - 4月7日、全労済ホールスペース・ゼロ） - レッドラフ役
- 劇団なんでやねん　旗揚げ公演「RING WANDERING」（2011年5月1日 - 5日、新宿SPACE107）
- 「PEACE MAKER 〜新撰組参上〜」（2011年6月3日 - 12日、シアターGロッソ） - 永倉新八 役
- 元禄音楽劇「黒椿」[10]（2011年7月16日 - 24日、池袋あうるすぽっと） - 薩威（ザビ）役
- 「Lipsynca〜ヒールをはいたオトコ!?たち」（2011年9月14日 - 19日、シアターサンモール） - レディ・スプラッシュ 役
- 「恋するブロードウェイ♪vol.1」（2011年11月3日、赤坂BLITZ）
  - 「恋するブロードウェイ♪vol.3 〜It's Special Version〜」[11]（2014年2月28日 - 3月2日、EX THEATER ROPPONGI）
  - 「恋するブロードウェイ♪ vol.4」（2015年5月28日 - 31日、銀座 博品館劇場 / 6月3日、名古屋 アートピアホール）
  - 「恋するブロードウェイ♪〜it's festival!〜」（2016年10月14日 - 16日、恵比寿ザ・ガーデンホール）
- ACファクトリープロデュース「リバースヒストリカ」（2011年11月23日 - 27日、シアターサンモール） - 丸藤直樹（秀吉）役
- THE RUN&GUN Natale SHOW「バッカスの聖夜」[12]（2011年12月24日、俳優座劇場） - 昼公演・ゲスト出演
- 敦×杏子プロデュース URASUJI-幕末編II「仇花」（2012年1月25日 - 29日、下北沢本多劇場） - 下條一之進 / 警官隊 役（アンサンブル）
- 「オレンジ 命の奇跡」（2012年2月29日 - 3月4日、博品館劇場）
- 「合唱ブラボー!」（2012年4月4日 - 15日、CBGK!!シブゲキ） - 伝説の先輩 / 理事長 役（二役）
  - 「合唱ブラボー! 〜夏合宿2012〜」（2012年8月21日・22日、CBGK!!シブゲキ） - 伝説の先輩 / 伝説の先生 役（二役）
- 「サロメ」（2012年5月31日 - 6月17日、新国立劇場） - ヘロディアの近習 役
- 「銀河英雄伝説 撃墜王篇」（2012年8月3日 - 12日、天王洲 銀河劇場） - ザムチェフスキー 役
- HITSONG NEXTSTAGE〜今宵限りの昭和との出会い〜（2012年12月15日、銀座KENTOS）
- 劇団StudioLife「11人いる!」（2013年1月10日 - 20日、紀伊國屋ホール） - フロルベリチェリ・フロル 役
  - 劇団StudioLife「続・11人いる!―東の地平 西の永遠―」（2013年2月28日 - 3月17日、紀伊國屋ホール/3月20日、名鉄ホール） - フロルベリチェリ・フロル 役
- 2013 Air studio Produce「Kiss Me You〜がんばったシンプー達へ〜」（2013年5月22日 - 26日、新国立劇場・小劇場） - 長谷川博 役
- 空想組曲vol.11 変則短篇集 組曲「空想」（2013年7月6日 - 28日、シアター風姿花伝） - 「静かな晩餐」男A 役 / 「アクション、ヴェリテ」克己 役 / 「吸血木（日替り短編）」英一 役、他
- ArtistCompany響人 第8回公演「みんな我が子」（2013年9月21日 - 29日、テアトルBONBON） - ジョージ・ディーヴァー 役
- 関西テレビ放送開局55周年記念 ミュージカル「愛の唄を歌おう」[13]（2014年1月10日 - 21日、東急シアターオーブ/1月25日 - 2月2日、オリックス劇場） - 牧田の生徒 / 賢一 / 天使役 他（アンサンブル）
- 「Music Museum」（2014年4月26日 - 28日、AiiA Theater Tokyo）
- Theatrical Concert「ビニール・ドーナッツ」〜The Memories Of 45-rpm〜（2014年6月26日 - 29日、銀座 博品館劇場）
- Asian entertainment musical「ミリオンダラー・ヒストリー」（2014年8月13日 - 17日、天王洲 銀河劇場）
- ミュージカル座「野の花」（2014年10月15日 - 20日、ウッディシアター中目黒） - ハンス 役
- ミュージカル座「タイム・フライズ」（2014年12月18日 - 23日、シアター1010） - 大輔 役
- URASUJI 2015「綱渡り」（2015年1月28日 - 2月8日、下北沢 ザ・スズナリ）
- 「4BLOCKS（フォーブロックス）」（2015年4月3日 - 12日、サンシャイン劇場）
- ミュージカル「DAICHI」（2015年8月5日 - 9日、中目黒キンケロシアター）- 大地 役
  - ミュージカル「DAICHI」（2016年4月24日 - 29日、中目黒キンケロシアター）- 大地 役
- ミュージカル座「BEFORE AFTER」（2015年8月29日、STAR PINE'S CAFE）- ベン 役
- ミュージカル「パッション」(2015年10月16日 - 11月8日、新国立劇場・中劇場 / 11月13日 - 15日、兵庫県立芸術文化センター）
- 「コミックジャック -RETURN2016-」（2016年1月20日-27日、紀伊國屋サザンシアター）- ナンダイ 役
- ミュージカル「Dance with Devils」
  - ミュージカル「Dance with Devils」（2016年3月3日 - 13日、AiiA 2.5 Theater Tokyo） - ローエン 役[14]
  - ミュージカル「Dance with Devils〜D.C.（ダ・カーポ）〜」（2016年12月21日 - 27日、AiiA 2.5 Theater Tokyo） - ローエン 役
  - ミュージカル「Dance with Devils〜Fermata（フェルマータ）〜」（2018年3月15日 -25日、AiiA 2.5 Theater Tokyo） - ローエン 役
- 天才劇団バカバッカvol.17「COLORS」（2016年6月10日 - 19日、吉祥寺シアター）-アルビレオA役
- 舞台「ママと僕たち 〜たたかえ!!泣き虫BABYS〜」（2016年7月8日 - 18日、AiiA 2.5 Theater Tokyo）- 相沢光一先生 役
- 音楽劇「夜のピクニック」（2016年9月17日 - 25日、水戸芸術館ACM劇場）- 戸田忍 役
- 「クロノステージVol.3　鏡の中のAuftakt」（2016年11月30日 - 12月4日、銀河劇場） - 犬吠崎ツヨシ 役
- 空想組曲vol.14  「どうか闇を、きみに」（2017年2月16日 - 19日、東京芸術劇場・シアターイースト）- 少年 役
- ミュージカル「レ・ミゼラブル」（2017年5月 - 10月、東京 帝国劇場/福岡 博多座/大阪 フェスティバルホール/名古屋 中日劇場） - マリウス 役
- ミュージカル「レ・ミゼラブル」（2019年4月 - 9月、帝国劇場 / 御園座 / 梅田芸術劇場 / 博多座 / 札幌文化芸術劇場） -マリウス 役
  - ミュージカル「レ・ミゼラブル」(2021年5月21日 - 7月26日、帝国劇場 / 8月 - 10月、福岡・大阪・松本公演) -マリウス役
- 舞台「KING OF PRISM Over the Sunshine!」（2017年11月2日 - 5日、梅田芸術劇場 シアター・ドラマシティ / 11月8日 - 12日、AiiA 2.5Theater Tokyo） - 如月ルヰ 役
- ゆく年く・る年冬の陣 師走明治座時代劇祭（2017年12月28日 - 31日、明治座 / 2018年1月13日、梅田芸術劇場） - 真田信之 役
- 舞台「Like A（ライカ）」（2018年2月3日 - 12日、新宿FACE）- キャプテンR 役
- 「Nostalgic Wonderland♪ 〜song & dance show〜」（2018年2月18日、恵比寿ガーデンホール） - ゲスト出演
- オリジナルミュージカル「DAY ZERO」（2018年5月25日 - 6月29日、水戸芸術館ACM劇場 / DDD青山クロスシアター / 刈谷市総合文化センターアイリス / サンケイホールブリーゼ）- アーロン・フェラー 役
- 舞台「野球」（2018年7月27日 - 8月5日、サンシャイン劇場）- 島田治人 役
- 舞台「若様組まいる～若様とロマン～」（2018年10月6日-21日、三越劇場）- 富士村秀磨 役
- 音楽劇「Love's Labour's Lost」（2018年11月17日-25日、CBGKシブゲキ!!）-ファーディナンド国王 役
- 「歳が暮れ・るYO　明治座大合戦祭」（2018年12月28日 - 31日・2019年1月19日、明治座 / 梅田芸術劇場）- 山本勘助 役
- One on One 30th note『天才作曲家～Composer～』（2019年1月30日 - 2月3日、六本木トリコロールシアター）‐ モーツァルト 役
- 「THE BLANK!～近松門左衛門 空白の十年～」（2019年9月14日 - 25日、よみうり大手町ホール / 9月27日 - 29日、COOL JAPAN PARK OSAKA TTホール）- 松鹿平馬 役
- ミュージカル「アンクル・トム」（2019年10月18日 - 27日、博品館劇場）-レイモンド・チャンドラー 役
- 「明治座の変～麒麟にの・る～」（2019年12月28日 - 31日、明治座）-徳川家康役(Wキャスト・31日のみ出演)
- ミュージカル「シャボン玉とんだ宇宙(ソラ)までとんだ」（2020年1月7日 - 2月2日、シアタークリエ / 2月7日 - 9日、福岡市民会館 / 2月12日 - 15日、新歌舞伎座）-ミラ役
- 「W FACE Musical Concert 2020」（2020年2月21日・22日、草月ホール）
- ミュージカル「ジョセフ・アンド・アメージング・テクニカラー・ドリームコート」（2020年4月7日 ‐ 29日、日生劇場 / 5月14日 - 18日、オリックス劇場）-ジュダ役 ※新型コロナウィルス感染症の流行の影響で公演中止
- ミュージカル「EDGES－エッジズ－」by Benj Pasek & Justin Paul(2020年5月27日-6月16日、DDD青山クロスシアター）-チーム♊（TWINS／ツインズ） ※新型コロナウィルス感染症の流行の影響で公演中止
- conSept Musical Drama #4「Fly By Night〜君がいた」（2020年9月1日 - 13日、シアタートラム / 9月19日 - 22日、赤レンガ倉庫1号館3Fホール）- 主演 ハロルド 役
- カムカムミニキーナ vol.70 劇団旗揚げ三十周年記念公演 第二弾「燦 燦(さんさん)七銃士 ～幕末エクスプレス1867～」（2020年10月31日 - 11月9日、ザ・スズナリ / 11月14日・15日、近鉄アート館 / 11月18日、まつもと市民芸術館） -主演 樽谷弥太郎 役
- チャオ!明治座祭10周年記念特別公演「忠臣蔵 討入・る祭」(2020年12月31日、明治座) -ゲスト出演
- ミュージカル『パレード』（2021年1月15日 - 31日、東京芸術劇場 プレイハウス / 2月4日 - 8日、梅田芸術劇場シアター・ドラマシティ/ 2月13日・14日、愛知県芸術劇場大ホール / 2月20日・21日、オーバードホール） -フランキー・エップス役
- ミュージカル「メリー・ポピンズ」（2022年3月31日 - 5月8日、東急シアターオーブ / 5月20日 - 6月6日、梅田芸術劇場 メインホール） - ロバートソン・アイ 役[15]
- 舞台「鬼滅の刃」其ノ参 無限夢列車（2022年）- 魘夢 役[16]
- ミュージカル『MEAN GIRLS』（2023年1月30日 - 2月12日、東京建物 Brillia HALL（豊島区立芸術文化劇場） / 2月17日 - 19日、キャナルシティ劇場 / 2月23日 - 27日、森ノ宮ピロティホール） - ダミアン 役[17][18]
- ミュージカル『のだめカンタービレ』（2023年10月3日 - 29日、シアタークリエ / 11月3日・4日、サントミューゼ 上田市交流文化芸術センター） - 奥山真澄 役[19]
- ソングサイクル・ミュージカル『雨が止まない世界なら in 2024』（2024年4月6日、大手町三井ホール）[20]
- 舞台『刀剣乱舞』心伝 つけたり奇譚の走馬灯（2024年6月8日 - 30日、THEATER MILANO-Za / 7月5日 - 14日、COOL JAPAN PARK OSAKA WWホール / 7月19日 - 21日、キャナルシティ劇場） - 監査官 役[21][22]
- ミュージカル『DEATH TAKES A HOLIDAY』（2024年9月28日 - 10月20日、東急シアターオーブ / 11月5日 - 16日、梅田芸術劇場 メインホール） - コラード 役[23]
- シンる・ひま オリジナ・る ミュージカ・る 革命『もえ・る剣』（2024年12月27日 - 2025年1月2日、シアターH / 2025年1月18日・19日、サンケイホールブリーゼ） - 主演・斎藤一 役（spiとW主演）[24]
- ミュージカル『屋根の上のヴァイオリン弾き』（2025年3月 - 6月、明治座 他） - パーチック 役[25]
- ハジケ・る ポップコーン一座『テイ・る オブ ナイトメア』〜不思議の国の給仕係〜（2025年3月30日、I'M A SHOW）[26][27]
- 加藤啓アワー『私、鬼になるね』（2025年7月17日 - 21日〈予定〉、雷5656会館 ときわホール）[28]
- 舞台『魔法使いの約束』きみに花を、空に魔法を 前編（2025年9月6日 - 23日〈予定〉、天王洲 銀河劇場 / 9月28日 - 10月5日〈予定〉、東京建物 Brillia HALL 箕面 大ホール） - オヴィシウス 役[29]

### 映画
- うた魂♪（2008年）
- タクミくんシリーズ4 Pure〜ピュア〜（2010年） - 真行寺兼満 役
- タクミくんシリーズ5　あの、晴れた青空（2011年） - 真行寺兼満 役

### ラジオ
- ラジオドラマ『もみの木の物語』（2000年4月20日、ABCラジオ）  -少年・伸 役[30]　※平成12年度日本民間放送連盟賞番組部門ラジオエンターテイメント最優秀賞受賞作品
- アニたまどっとコム  『ラジオ絶滅寸前男子』 （2012年1月6日 - 2013年3月29日/毎週金曜深夜24:30〜25:00、ラジオ関西）
- 青春アドベンチャー『時めがね金沢うた絵巻』（2020年1月6日 - 2020年1月17日/月〜金曜午後9:15～午後9:30、NHK-FM）-主演 涼太 役[31]
- 青春アドベンチャー『輪廻転Payうた絵巻』(2021年1月4日 - 2021年1月15日/月〜金曜午後9:15～午後9:30、NHK-FM）-別所ユウヤ 役
- 青春アドベンチャー『ウィル』（2023年5月8日 - 2023年5月19日/月〜金曜午後9:30～午後9:45、NHK-FM） -サム(マーク・トウェイン) 役

### アニメ
- 銀河へキックオフ!! - 少年、栗林陽平〈少年時代〉 役

### CM
- ヤマザキパン（新食感）[32]
- 春華堂のうなぎパイ[32]
- アイデム「演劇プロジェクト」第5弾～そこそこ美女と野獣～ 兄貴 役

### その他
- 「内藤大希の秘密の会議室」（2013年5月6日 - 不定期放送、ニコニコチャンネル）
- 立花裕人のトーク&ライブwith 内藤大希（2013年6月11日、GINZA K-PLACE）

## ディスコグラフィ

### キャラクターソング
| 発売日        | 商品名                                                   | 歌                                                                            | 楽曲                                     | 備考                                             |
| ------------- | -------------------------------------------------------- | ----------------------------------------------------------------------------- | ---------------------------------------- | ------------------------------------------------ |
| 2018年3月23日 | 舞台 KING OF PRISM -Over the Sunshine!- Prism Song Album | ALL CAST                                                                      | 「BOY MEETS GIRL」 「Shiny Heart Beat」  | 舞台『KING OF PRISM -Over the Sunshine!-』劇中歌 |
| 2018年3月23日 | 舞台 KING OF PRISM -Over the Sunshine!- Prism Song Album | 一条シン（橋本祥平）、如月ルヰ（内藤大希）                                    | 「CRAZY GONNA CRAZY」                    | 舞台『KING OF PRISM -Over the Sunshine!-』劇中歌 |
| 2018年3月23日 | 舞台 KING OF PRISM -Over the Sunshine!- Prism Song Album | 如月ルヰ（内藤大希）、大和アレクサンダー（spi）、高田馬場ジョージ（古谷大和） | 「Glorious Schwartz」 「SHOWCASE NIGHT」 | 舞台『KING OF PRISM -Over the Sunshine!-』劇中歌 |
| 2018年3月23日 | 舞台 KING OF PRISM -Over the Sunshine!- Prism Song Album | 如月ルヰ（内藤大希）                                                          | 「Forbidden…SKY」                        | 舞台『KING OF PRISM -Over the Sunshine!-』劇中歌 |

### ユニットメンバー
1. ↑  一条シン（橋本祥平）、神浜コウジ（小南光司）、速水ヒロ（杉江大志）、仁科カヅキ（大見拓土）、太刀花ユキノジョウ（横井翔二郎）、香賀美タイガ（長江崚行）、十王院カケル（村上喜紀）、鷹梁ミナト（五十嵐雅）、西園寺レオ（星元裕月）、涼野ユウ（廣野凌大）、如月ルヰ（内藤大希）、大和アレクサンダー（spi）、高田馬場ジョージ（古谷大和）、氷室聖（栗田学武）、法月仁（前内孝文）